# إليزابيث ميريويذر
إليزابيث هيوز ميريويذر (بالإنجليزية: Elizabeth Hughes Meriwether)‏ هي كاتبة سيناريو ومسرح ومنتجة ومذيعة أمريكية ولدت في سنة 1981 في مدينة ميامي في ولاية فلوريدا في الولايات المتحدة، ألفت مسرحية Oliver Parker! في سنة 2010 وألفت فيلم دون شروط في سنة 2011 ومسلسل نيو غيرل الذي عرض في سنة 2011 على شبكة فوكس التلفزيونية والذي كان من بطولة زوي ديشانيل.

## روابط خارجية
- إليزابيث ميريويذر على موقع IMDb (الإنجليزية)
- إليزابيث ميريويذر على موقع قاعدة بيانات الفيلم (الإنجليزية)